# SIGABRT
SIGABRT — сигнал на POSIX-сумісних платформах, який посилається процесом самому собі при виконанні функції abort() для аварійної зупинки у разі неможливості подальшого продовження програми. Символьна змінна SIGABRT оголошена у заголовному файлі signal.h. Символьні імена для сигналів використовуються через те, що їхні номери залежать від конкретної платформи.

## Етимологія
SIG є загальноприйнятий префіксом для назв сигналів. ABRT в точності означає викинути (англ. abort).

## Використання
Після того, як процес отримує сигнал SIGABRT, звичайною поведінкою для нього є завершення. Можливість перехоплення сигналу дозволяє виконати додаткові дії з закриття файлових потоків тощо. Сигнал часто використовується в система налаштування програм.